# The Nile Song
The Nile Song — пісня британської психоделічної рок-групи Pink Floyd, написана Роджером Уотерсом для кінофільму More французького режисера Барбета Шредера, що вийшов 4 серпня 1969 року. Музичний критик Енді Келлман схарактеризував цю композицію як одну з найбільш «важких» творів гурту, віднісши її до стилю хеві-метал.
«The Nile Song» вийшла 1969 року у Франції і Новій Зеландії у вигляді синглу з композицією «Ibiza Bar» (також з кінофільму More) на другій стороні, і в Японії з композицією «Main Theme» на другій стороні. Всі ці композиції трохи пізніше вийшли на альбомі Music from the Film More — саундтреку до фільму. Крім того, рік по тому «The Nile Song» вийшла в складі збірки Relics.

## Кавер-версії
На пісню «The Nile Song» кавер-версії записали:
- The Necros на альбомі 1987 року «Tangled Up»;
- Melvins на концерті 1993 року в UCLA[6];
- Voivod на альбомі 1993 року «The Outer Limits» і на синглі 1994 року «The Nile Song»[7];
- Dreadnaught на альбомі 2001 року «One Piece Missing»[8];
- Gov't Mule на турі 2018 року «Dark Side of the Mule»[9].

## Учасники запису
- Девід Гілмор — гітара, вокал

- Роджер Уотерс — бас-гітара

- Нік Мейсон — ударні